# Tadeusz Hordt
Tadeusz Józef Hordt (ur. 28 sierpnia 1901 w Medenicach, zm. 18 listopada 1983 we Wrocławiu) – major piechoty Wojska Polskiego.

## Życiorys
Był długoletnim oficerem 5 pułku piechoty Legionów w Wilnie. 3 maja 1922 roku został zweryfikowany w stopniu podporucznika ze starszeństwem z dniem 1 listopada 1919 roku i 793. lokatą w korpusie oficerów piechoty. Na porucznika został awansowany ze starszeństwem z dniem 1 stycznia 1921 roku i 17. lokatą w korpusie oficerów piechoty.
26 marca 1931 roku został przeniesiony do Szkoły Podchorążych Piechoty w Ostrowi Mazowieckiej. 17 grudnia 1931 roku został awansowany na kapitana ze starszeństwem z dniem 1 stycznia 1932 roku i 41. lokatą w korpusie oficerów piechoty. W latach 1933–1935 pełnił służbę w 59 pułku piechoty wielkopolskiej w Inowrocławiu. Później został przeniesiony do Korpusu Ochrony Pogranicza. 
Na majora został awansowany ze starszeństwem z dniem 19 marca 1939 roku i 60. lokatą w korpusie oficerów piechoty. Do wiosny 1939 roku dowodził 4 kompanią graniczną „Olkieniki”.
Do mobilizacji sierpniowej 1939 roku był zastępcą dowódcy batalionu KOP „Orany”. 24 sierpnia 1939 roku w Porzeczu zmobilizował i objął dowództwo I batalionu 134 pułku piechoty (rezerwowego). Na czele tego oddziału walczył w kampanii wrześniowej. 10 września podczas postoju w lasach w okolicach wsi Majdan I batalion 134 pp mjr Hordta wraz z dywizyjną kompanią przeciwpancerną odparł atak zagonu pancernego i ogniem 7 dział przeciwpancernych zniszczył około 20 niemieckich czołgów. 27 września 1939 roku w Tereszpolu dowodzony przez niego oddział złożył broń.
W latach 1939–1945 przebywał w niewoli niemieckiej, w Oflagu VII A Murnau. Po uwolnieniu z niewoli dowodził II baonem ochronnym w Niederlangen. We wrześniu 1946 roku powrócił do kraju. Mieszkał we Wrocławiu przy ulicy Wojszyckiej 23. Zmarł 18 listopada 1983 roku we Wrocławiu. 24 listopada 1983 roku pochowany na Cmentarzu Grabiszyńskim (pole 32, rząd 26(2 od p.24), grób 666).

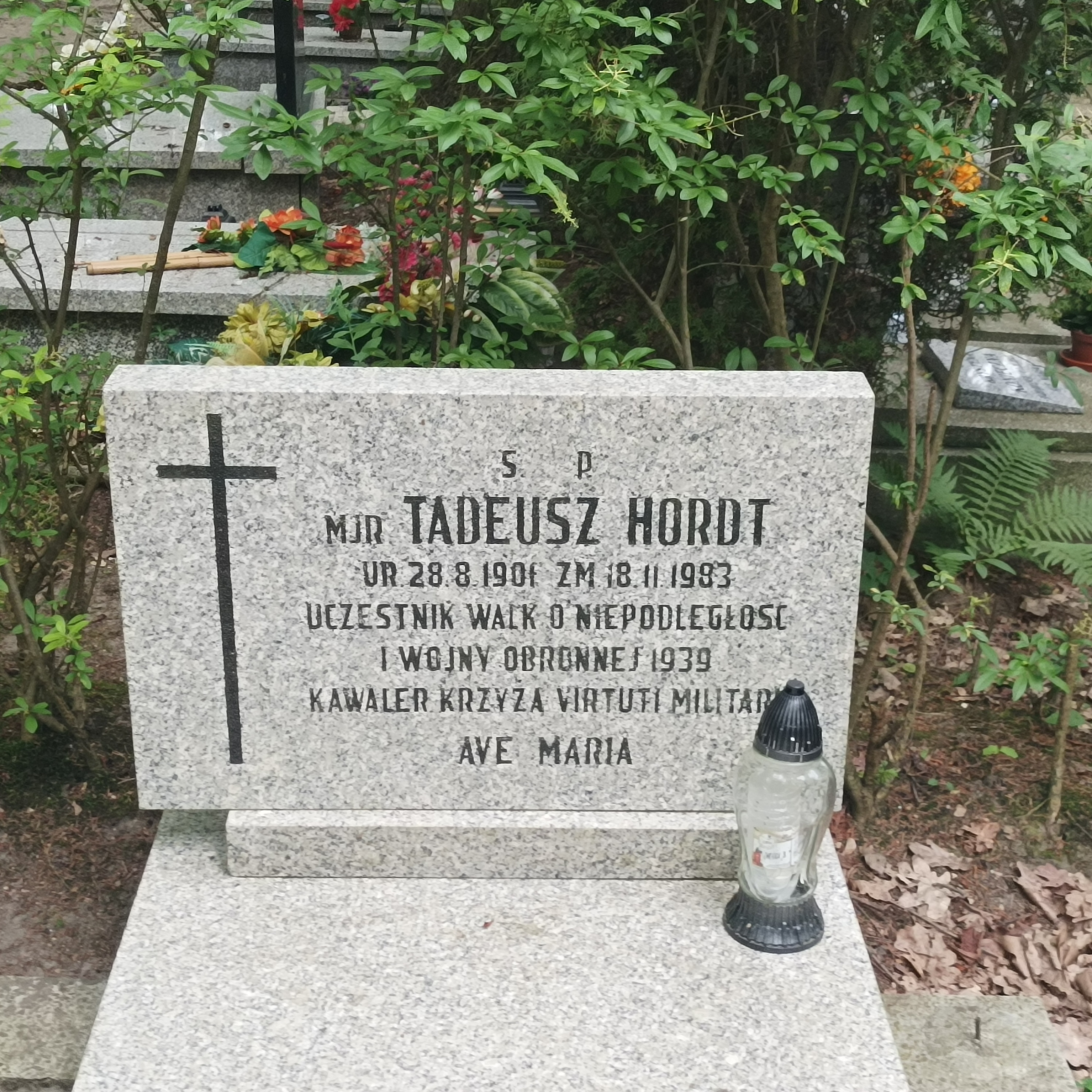
Grób mjra Tadeusza Hordta na Cmentarzu Grabiszyńskim

## Ordery i odznaczenia
- Krzyż Walecznych (dwukrotnie – „za czyny męstwa i odwagi wykazane w bojach toczonych w latach 1918–1921”)
- Srebrny Krzyż Zasługi
- Medal 10 Rocznicy Wojny Niepodległościowej (Łotwa)[18]